# Atlanta oligogyra
Atlanta oligogyra is een slakkensoort uit de familie van de Atlantidae. De wetenschappelijke naam van de soort is voor het eerst geldig gepubliceerd in 1906 door Tesch.